# 1969 en aéronautique
Chronologie de l'aéronautique
- 1965
- 1966
- 1967
- 1968
- 1969
- 1970
- 1971
- 1972
- 1973

Cet article présente les faits marquants de l'année 1969 en aéronautique.

## Événements
- 14 - 18 janvier : les missions Soyouz 4 et Soyouz 5 décollent puis se posent à quatre jours d'intervalle. Elles procèdent à l'échange d'une partie de l'équipage par des sorties extravéhiculaires.
- 9 février : le plus grand avion de ligne du monde, le Boeing 747 Jumbo Jet, effectue son premier vol d'essai aux États-Unis.
- 2 mars : premier vol du quadriréacteur supersonique franco-anglais Concorde, piloté par André Turcat, à Toulouse.
- 3 - 13 mars : déroulement de la mission Apollo 9.
- 9 avril : premier vol du prototype britannique du Concorde avec Brian Trubshaw aux commandes.
- 18 - 26 mai : déroulement de la mission Apollo 10 qui sert de répétition générale.
- 21 juillet : l'astronaute Neil Armstrong effectue le premier pas de l'homme sur la Lune.
- 30 août : premier vol du bombardier soviétique à géométrie variable Tupolev Tu-22M.
- 11 - 18 octobre : les missions Soyouz 6, Soyouz 7 et Soyouz 8 décollent et atterrissent à un jour d'intervalle. Elles effectuent le premier rendez-vous spatial de trois capsules.
- 29 octobre : annonce du secrétaire d'État américain à la Défense du retrait du service Convair B-58 Hustler par souci d'économie.
- 14 - 24 novembre : la mission Apollo 12 est la deuxième à se poser sur la Lune. Elle comporte les astronautes Pete Conrad, Richard Gordon et Alan Bean.
- 3 décembre : accident du Vol 212 Air France après son décollage de Caracas.
- 17 décembre : mise en service du premier Lockheed C-5 Galaxy de l'US Air Force.